# Нагоряна (Орічівський район)
Нагоря́на (рос. Нагоряна) — присілок у складі Орічівського району Кіровської області, Росія. Входить до складу Пищальського сільського поселення.
Населення становить 4 особи (2010, 7 у 2002).
Національний склад станом на 2002 рік — росіяни 100 %.